# سلمونيات وأشباهها
سلمونيات وأشباهها (الاسم العلمي: Salmonoidei) هي رتيبة من الأسماك تتبع رتبة سلمونيات الشكل من فوق رتبة شوكيات الزعانف البدائية.

## التصنيف
- رتيبة سلمونيات وأشباهها
- فصيلة السلمونيات
  - أسرة السلموناوات